# Katarína Gubová
Katarína Gubová (* 20. července 1938) byla československá politička ze Slovenska české národnosti a bezpartijní poslankyně Sněmovny lidu Federálního shromáždění za normalizace.

## Biografie
K roku 1981 se profesně uvádí jako členka JZD.
Ve volbách roku 1981 zasedla do Sněmovny lidu (volební obvod č. 152 - Dvory nad Žitavou, Západoslovenský kraj). Ve Federálním shromáždění setrvala do konce funkčního období, tedy do voleb roku 1986.